# Gardner-Syndrom
Das Gardner-Syndrom, benannt nach dem amerikanischen Humangenetiker Eldon John Gardner (* 1909 in Utah; † 1989), ist eine seltene erbliche Tumorerkrankung, der eine Mutation des Adenomatous-polyposis-coli-Protein zu Grunde liegt. Sie kommt bei etwa einem von 10.000 Neugeborenen vor und wird autosomal-dominant vererbt.
Das Syndrom wird als phänotypische Variante der familiären adenomatöse Polyposis (FAP) beschrieben (d. h., es besteht ein fließender Übergang). Neben den Adenomen des Dickdarmes treten gutartige Tumoren der Knochen (z. B. Osteome), der Haut, Unterhaut und des Bindegewebes (z. B. Atherome, Lipome, Fibrom, Leiomyome) auf. Weitere Merkmale, die mit dem Gardner-Syndrom assoziiert werden, sind Hyperdontie (Zahnüberzahl), Kolon- und Magenpolypen und Epidermoidzysten.

## Therapie
Da das Gardner-Syndrom ebenso wie die familiäre adenomatöse Polyposis eine obligate Präkanzerose (100 % Wahrscheinlichkeit des Entstehens von Darmkrebs) darstellt, ist die Therapie eine frühzeitige totale Kolektomie.